# Takeshi Kusao
Takeshi Kusao (草尾 毅 Kusao Takeshi?, Torokozawa, Prefectura de Saitama, 20 de noviembre de 1965) es un actor, seiyū y cantante japonés afiliado a la agencia Aoni Production.
Entre sus papeles más conocidos se encuentran: Cless Alvein en Tales of Phantasia, Ky Kiske en Guilty Gear, Hanamichi Sakuragi en Slam Dunk, Ryo Sanada en Samurai Troopers, Lamune en NG Knight Lamune & 40, y Trunks en Dragon Ball Z, GT & Super.

## Vida personal
En mayo del 2015 se casó con la también actriz de voz Yuka Saitō y tienen un hijo. Él y su esposa luego tuvieron un segundo hijo nacido el 13 de noviembre de 2021.

## Filmografía

### Anime
- Akira - Kai
- B-Robo Kabutack - Kabutack y Professor Jun'ichirou Kokuritsu (también interpreta el opening)
- Black Clover - Ladros
- Bungō Stray Dogs 4 - Mushitarō Oguri
- Captain Tsubasa - Dias
- Code Geass - Lelouch of the Rebellion - Mao
- Detective Conan - Osamu Honda, Rei Furuya (2da voz)
- DNAngel -  Krad
- Darker than black - Wei Zhijun
- Digimon Adventure (2020) - Joe Kido
- Digimon 02 - Deputymon
- Digimon Xros Wars - Kiriha Aonuma, Ballistamon, Greymon / MetalGreymon / DeckerGreymon / ZekeGreymon, Baguramon / DarknessBaguramon
- Dragon Ball Z/Dragon Ball GT/Dragon Ball Kai/Dragon Ball Super - Trunks, Chibi Trunks, Gotenks (junto a Masako Nozawa)
- Ergo Proxy - Rogi
- GeGeGe no Kitarō (1996) - Kasa-bake
- GeGeGe no Kitarō (2007) - Makoto Washio
- GeGeGe no Kitarō (2018) - Wolfgang
- Guyver - Shou Fukamachi/Guyver
- Hōshin Engi - Suupuushan
- InuYasha - Bankotsu
- InuYasha: Fuego en la isla mística - Jūra
- Inuyasha Kanketsu-hen - Magatsuhi, Demonio de la Perla de Shikon
- Karekano - Hiroyuki Miyazawa
- Legend of the Galactic Heroes - Hazuki
- Magic Kaito 1412 - Detective Delon
- Major - Fujii
- Major 2nd - Fujii
- Mahō Sentai Magiranger - Smoky
- Mirai Nikki - Marucco
- Rockman DASH 2 ~Episodio 2: Ooi Naru Isan~ - Gaga
- Mobile Suit Gundam Wing - Müller
- Naruto - Gōzu
- Naruto Shippūden - Shiranami Tsuchigumo
- NG Knight Lamune & 40 - Lamune
- One Piece - Kōza, Jaguar D. Saul y Gol D Roger (Joven)
- Ranma ½ (OVA) - Shinnosuke
- Record of Lodoss War - Parn
- Saint Seiya - Nachi de Lobo (hasta la Saga de Poseidón) y Shura de Capricornio (Saga de Hades)
- Saint Seiya Omega - Jabu de Unicornio
- Saiyuki - Kougaiji
- Sargento Keroro - Dororo
- Shining Tears X Wind - Zeed
- Shōjo Kakumei Utena - Kyōichi Saionji
- Slam Dunk - Hanamichi Sakuragi
- Spiral: Suiri no Kizuna - Kousuke Asazuki
- Tales of Phantasia: The Animation - Cless Alvein
- Transformers Masterforce - Clouder
- World Trigger - Masafumi Shinoda
- Yashahime: Princess Half-Demon - Mayonaka
- Video Girl Ai - Yota Moteuchi
- Yes! PreCure 5 - Coco/Kōji Kokoda
- Yoroiden Samurai Troopers - Sanada Ryo
- Ys - Adol Christin

### Videojuegos
- Cless Alvein en Tales of Phantasia
- Chester Barklight en Tales of Phantasia (versión de Snes)
- Sanada Yukimura en Samurai Warriors
- Ky Kiske y Robo-Ky en Guilty Gear
- Sonic the Hedgehog en SegaSonic the Hedgehog
- Shura de Capricornio en Saint Seiya: Chapter-Sanctuary
- Shura de Capricornio en Saint Seiya: The Hades
- Adol Christin en Y's Seven
- Juan Diaz en Captain Tsubasa Dream Team

### Tokusatsu
- Voz de Kabutack y profesor Jun'ichiro Kokuritsu en B-Robo Kabutack
- Voicelugger Sapphire/Takeshi Tenma en Voicelugger:
- Bisques en Tokusō Sentai Dekaranger
- Smoky en Mahō Sentai Magiranger
- Bion Bao en Jūken Sentai Gekiranger

### Doblaje japonés
- Billy Cranston en Power Rangers: la película.
- Jack Dawson en Titanic.
- Napoleón Dinamita en Napoleon Dynamite.
- Oliver Pike en Buffy, the Vampire Slayer.
- Ricochet en ¡Mucha lucha!.
- Tintin en  The Adventures of Tintin.
- Daniel LaRusso en Cobra Kai